# Kirche Schlieffenberg

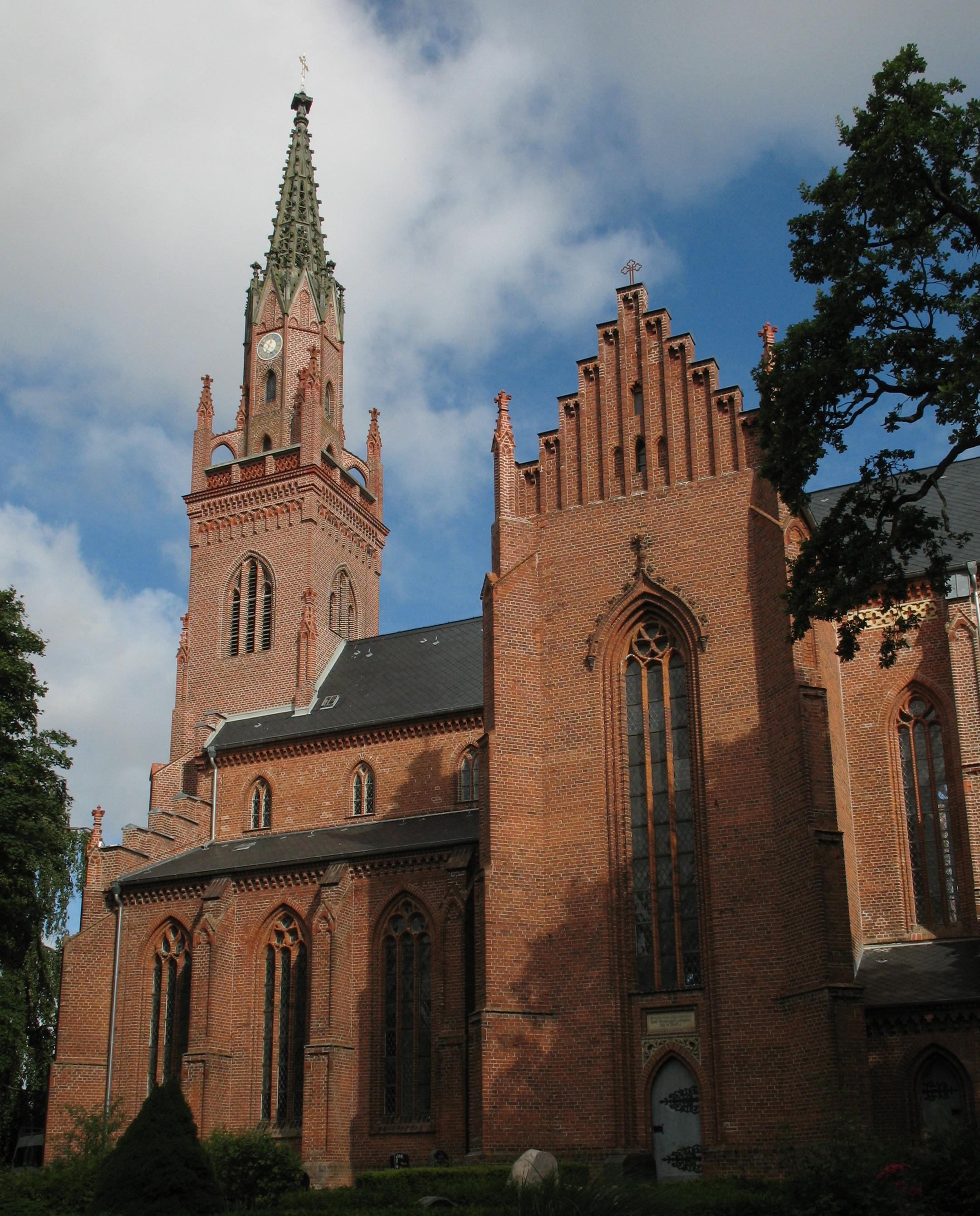
Turm und Südportal

Die evangelische Kirche Schlieffenberg ist ein neugotischer Kirchenbau im Ortsteil Schlieffenberg von Lalendorf im Landkreis Rostock in Mecklenburg-Vorpommern. Sie gehört zur Kirchengemeinde Wattmannshagen in der Propstei Rostock im Kirchenkreis Mecklenburg der Evangelisch-Lutherischen Kirche in Norddeutschland (Nordkirche).

## Baubeschreibung
Die Kirche in Schlieffenberg wurde als Stiftung Wilhelms von Schlieffen zwischen 1854 und 1859 nach Plänen des Nürnberger Architekten Carl Alexander Heideloff errichtet. Die Kirche ist ein dreischiffiger sorgfältig ausgeführter Backsteinbau mit vierjochigem basilikalem Langhaus, Querhaus und Chor. Auffällig ist, dass der Chor und das Querhaus bewusst bedeutend höher ausgeführt sind als das Langhaus, um den Eindruck eines allmählich gewachsenen Kirchenbauwerks zu vermitteln. Der Turm ist im Grundriss quadratisch und geht in ein Oktogon über, das durch Strebebögen gestützt wird. Das Oktogon wird durch einen durchbrochenen maßwerkverzierten Turmhelm mit Krabben und Kreuzblume bekrönt. Bemerkenswert aufwändig sind weiterhin die zahlreichen Maßwerkfenster und die reiche Verzierung des Westportals durch Schmuckformen aus Sandstein, welche die vier Jahreszeiten in Pflanzenornamentik darstellen. Im Innern werden die Räume durch formenreiche Stern- und Netzgewölbe nach oben abgeschlossen. Im Langhaus findet sich ein dreigeschossiger Wandaufbau mit Arkaden auf Achteckpfeilern, Blendtriforium und Obergaden.

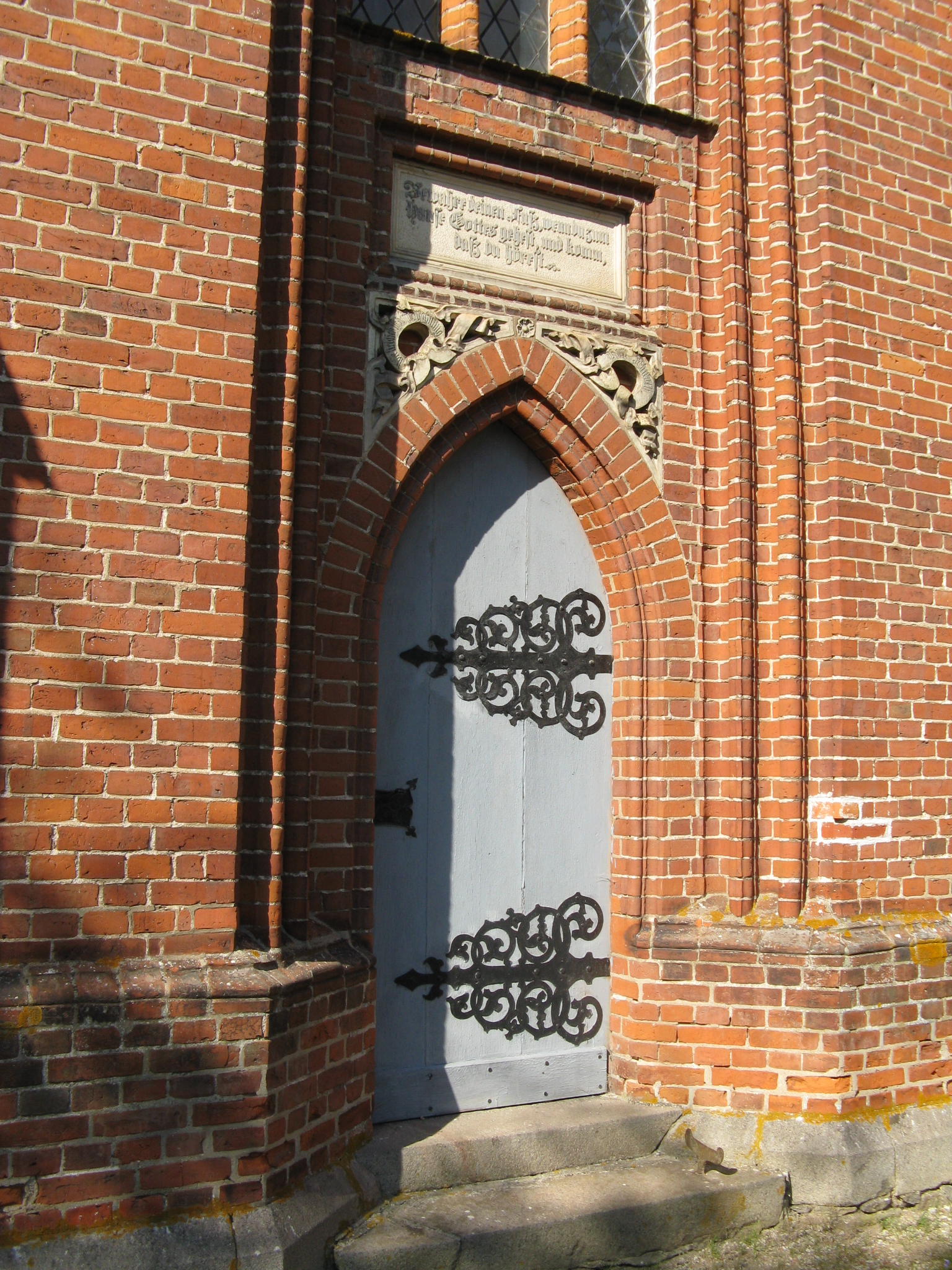
Querhausportal der Kirche Schlieffenberg

## Ausstattung
Die Altarwand und die Kanzel sind einheitlich mit aufwändigen neugotischen Schnitzereien verziert, ebenso die Westempore. Die ikonographisch bemerkenswerten Altargemälde zeigen die Bekehrung des Paulus, Christus mit dem reuigen Schächer und Christus mit Petrus, stammen von Adolf Kreutzfeldt (1884–1970) aus dem Jahr 1948 und ersetzten die ursprünglichen Altargemälde von Theodor Rabe (1822–1890).
Die Orgel mit neugotischem Prospekt wurde 1859 von Wilhelm Remler als zweimanualiges Werk mit 15 Registern mit Pedal erbaut. Ein durchgreifender Umbau wurde 1891 durch Carl Börger vorgenommen, wobei die Traktur und die Disposition geändert wurden. 2015 wurden fast sämtliche Orgelpfeifen aus Metall gestohlen. Deshalb musste die Orgel mit Hilfe von Spenden bis 2017 weitgehend erneuert werden.
Eine Glocke wurde 1859 von Johann Carl Ludwig Illies in Waren gegossen und ist auf den Ton a1+10 gestimmt.